# Záchytný tábor Slavonski Brod
Záchytný tábor Slavonski Brod (chorvatsky Prihvatni centar Slavonski Brod) byl vybudován na přelomu října a listopadu 2015 v souvislosti s Evropskou migrační krizí. Má sloužit pro umístění uprchlíků a migrantů na balkánské trase během zimy 2015, kdy byly podmínky v improvizovaných záchytných táborech a hraničních přechodech blízko k humanitární krizi. Otevřen byl dne 3. listopadu 2015.
V souvislosti s otevřením tábora ve Slavonském Brodu byl uzavřen improvizovaný hraniční přechod Berkasovo-Bapska, který vznikl na východní hranici Chorvatska, v podhůří Frušky Gory.
Kapacita tábora dosahuje 5000 lidí, vybudovaly jej chorvatské jednotky civilní obrany[zdroj?] za pouhých 14 dní. Kromě vojenských stanů má k dispozici i sanitární stan, který bude v zimě vyhřívaný a kde se nacházejí sprchy. V sanitárním centru budou poté k dispozici zdravotníci, kteří ošetří nemocné nebo zraněné uprchlíky. Financování výstavby tábora zajistila chorvatská vláda a v jeho provozu pomáhají i humanitární organizace.